# Yamaha S90

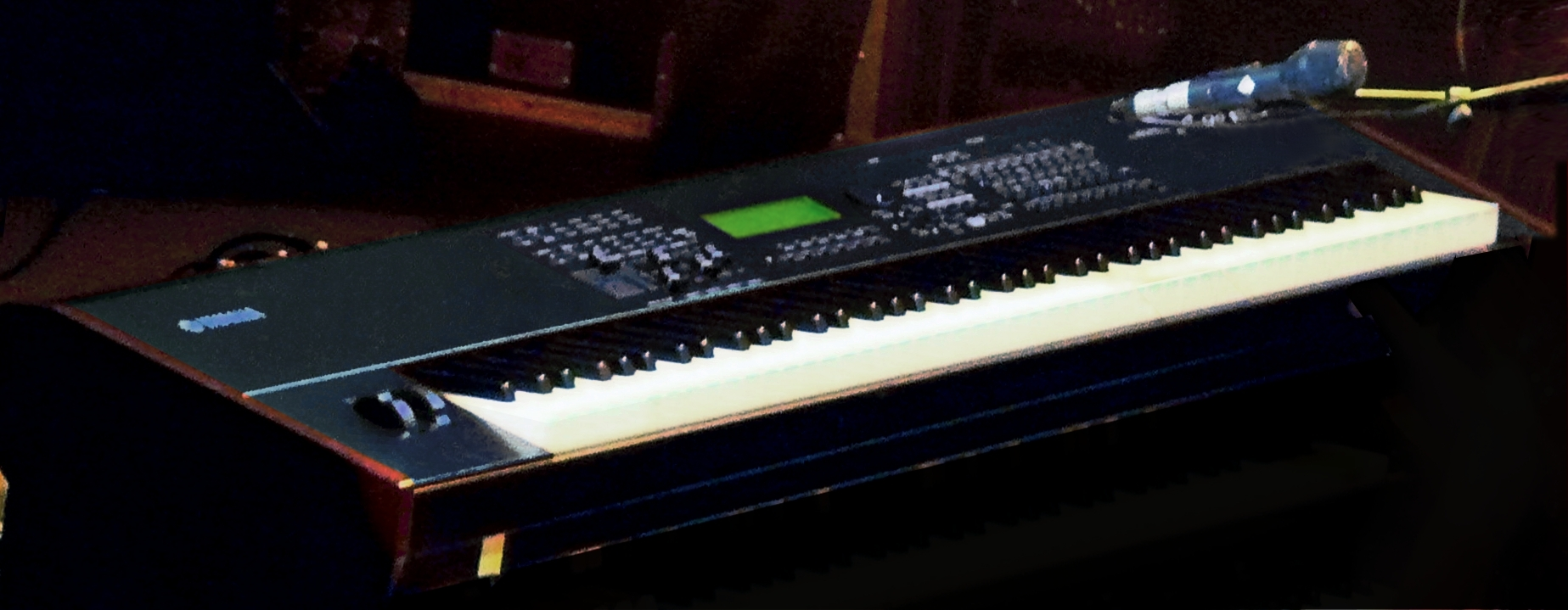
Yamaha S90ES

Yamaha S90 – syntezator firmy Yamaha produkowany od 2002 do 2005 roku. S90 bazuje na modelu Motif Classic. S90 należy do serii "S".

## Modele serii "S"
Do serii "S" (stan na 10.12.2010) wchodzi 8 instrumentów:

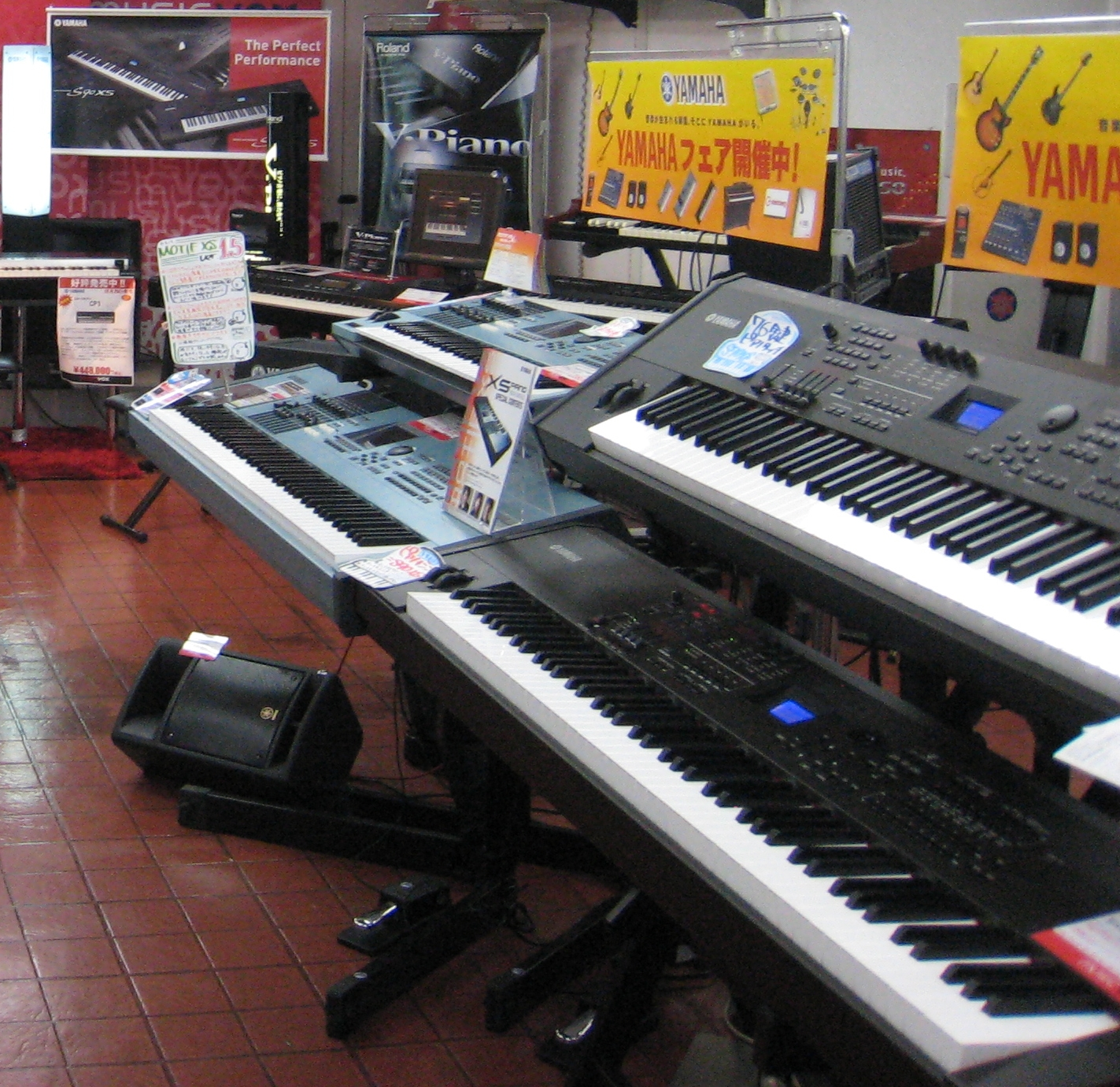
Najnowsze odsłony serii "S" - modele S70XS i S90XS (na dole). W tle także modele Motif XS 6 i 8.

- S08
- S03

- S80
- S30
- S90
- S90ES
- S70XS
- S90XS

## Charakterystyka
Modele S80, S30, S90, S90ES i S70/S90XS posiadają 4 suwaki, plus głośność. Wszystkie modele z serii "S", prócz S03, S30 i S70 posiadają 88 klawiszy ważonych - klawiaturę fortepianową. S03 i S30 posiadają 61 klawiszy, a S70XS posiada ich 76. Wszystkie modele, prócz S03 (wersja SL - od Silver) mają ciemny kolor obudowy. S90 posiada 384 brzmienia fabryczne i 44 zestawy perkusyjne. S70XS i S90XS mają 1024 brzmienia fabryczne i 64 zestawy perkusyjne, a dla użytkownika zostały 4 banki po 128 miejsc, oraz 32 perkusje.